# حالت پرواز
حالت پرواز (ایتالیایی: Modalità aereo) یک فیلم کمدی با کارگردانی فائوستو بریتسی است که در سال ۲۰۱۹ منتشر شد.

## بازیگران
- لیلو و گرگ
- پائولو روفینی
- ویولانته پلاچیدو
- دینو آبرشا
- کاترینا گوتسانتی
- سابرینا سالرنو
- ورونیکا لوگان